# Moil Castle
Moil Castle ist eine abgegangene Niederungsburg bei Campbeltown auf der Halbinsel Kintyre in der schottischen Council Area Argyll and Bute.
Die Burg war eine Festung des Clan MacDonald. Heute ist an dieser Stelle freies Feld ohne Spuren irgendeines Gebäudes.